# Joan Rovirosa Blanch
Joan Rovirosa Blanch (Reus, 21 de febrer de 1887 - l'Aleixar, 27 de gener de 1956) va ser un advocat i pintor català.
Fill de Ramon Rovirosa, un propietari nascut a Cubelles i de Josepa Blanch, de Reus, era germà del també advocat Raimon Rovirosa. Va estudiar el batxillerat a Reus i magisteri a Tarragona, al mateix temps que estudiava dibuix i pintura amb el professor Domènec Soberano. També va estudiar fotografia i composició fotogràfica als laboratoris d'Ernest Torres. Aficionat a l'astronomia, va ser membre de la Société astronomique de France i va fundar i va ser delegat de la Societat Astronòmica de Barcelona, on va donar a conèixer interessants dibuixos sobre la lluna i on va publicar diversos treballs astronòmics. Es va llicenciar en dret i va ser procurador dels tribunals, i va ingressar al Col·legi d'Advocats de Reus. Va ser nomenat fiscal dels jutjats de Reus que simultaniejava amb el càrrec de professor de l'Escola Normal de Tarragona, fins que el 1923 va començar a exercir de procurador dels tribunals.
Amic de Joaquim Mir, va seguir la seva escola, i en diverses exposicions individuals i col·lectives de pintura era apreciat per la seva «algarabía y color» com deia la premsa de l'època. Durant la guerra civil va ser nomenat per la Generalitat procurador popular, per defensar les persones sense mitjans econòmics. En la postguerra va dedicar-se principalment a la pintura. Va morir a l'Aleixar on hi tenia una casa.